# Liana Aghabekjan
Liana Aghabekjan (armenisch Լիանա Աղաբեկյան; geb. 15. Januar 1986 in der Armenischen SSR) ist eine armenische Schachspielerin, die im Jahre 2017 zum Luxemburger Schachverband (Fédération Luxembourgeoise des Échecs) wechselte. Sie trägt den FIDE-Titel eines Internationalen Meisters der Damen (WIM).
Im Jahre 2007 nahm sie mit der armenischen Nationalmannschaft an der Mannschaftsweltmeisterschaft der Damen in Jekaterinburg teil. Sie erzielte dabei aus 7 Partien 3 Punkte. Im selben Jahr gehörte sie auch bei der Mannschaftseuropameisterschaft der Frauen zur armenischen Auswahl, die den dritten Platz belegte. Bei der Schacholympiade 2018 in Batumi spielte Aghabekjan für die Luxemburger Frauenauswahl.
Die Normen zum Erhalt des Titels Internationaler Meister der Frauen (WIM) erzielte sie zwischen 2006 und 2011.
Vereinsschach spielte Aghabekjan in Armenien in der Mannschaft von MIKA Jerewan, für die sie auch beim European Club Cup der Frauen 2007 einen Einsatz hatte, in Luxemburg spielt sie für den Schachklub Turm a Sprénger Matt Schëffleng, mit dem sie von 2011 bis 2015 sowie von 2016 bis 2019 in der höchsten Spielklasse, der Division nationale, vertreten war.
Sie liegt in der Elo-Rangliste der Luxemburger Damen auf dem dritten Platz (Stand: November 2019).